# Augustin Barruel

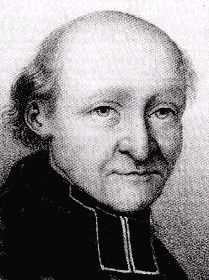
Abbé Augustin Barruel

Augustin Barruel, S. J. (* 2. Oktober 1741 in Villeneuve-de-Berg; † 5. Oktober 1820 in Paris) war französischer Geistlicher, Jesuit sowie konservativer Historiker und Verschwörungstheoretiker.

## Jugend und erstes Auftreten
Barruel stammte aus einer alten Adelsfamilie und trat mit 14 Jahren als Novize dem Jesuitenorden bei, wo er bis zur Aufhebung des Ordens in Frankreich 1764 als Lehrer in Toulouse arbeitete. Anschließend lehrte er in Böhmen und Mähren, bis zur Aufhebung des Jesuitenordens 1773 in Österreich. Er kehrte daraufhin nach Frankreich zurück, wo er als Hauslehrer in hochadligen Häusern ein Auskommen fand.
Mehrere Veröffentlichungen, die aus dieser Zeit überliefert sind, zeigen seine königstreue, gegenaufklärerische Gesinnung, die er auch durch seine Mitarbeit an der konservativen Zeitschrift Année littéraire unter Beweis stellte. In den Anfangsjahren der Französischen Revolution gab er das romtreue Journal Ecclesiastique heraus, in dem er die Kirchenpolitik der revolutionären Regierung mit dem Protestantismus gleichsetzte und gegen die „Sekte“ der Aufklärungsphilosophen wetterte. Hier stritt er auch gegen den Eid auf die Verfassung, der von allen Priestern des Landes gefordert wurde und der den französischen Katholizismus in eine tiefe Krise führte. Abbé Barruel edierte alle katholischen Pamphlete in diesem Streit in seiner Collection Ecclésiastique, deren neunter Band 1793 erschien. Bis zu diesem Zeitpunkt erklärte er die Revolution noch nicht mit einer Verschwörungstheorie, sondern mit dem Zorn Gottes, der durch die Aufklärung, den Sittenverfall und die Lauheit der Priesterschaft verursacht worden sei.

## Denkwürdigkeiten zur Geschichte des Jakobinismus
Anzeichen einer Verschwörungstheorie tauchen in seiner damals berühmten Historie du Clergé pendant la Revolution Française (Geschichte der Geistlichkeit während der Französischen Revolution) auf, in der er unter anderem das Gräuelmärchen verbreitete, während der Septembermassaker 1792 hätten jakobinische Fanatiker katholische Priester gebraten und aufgegessen. Dieses Werk erschien im selben Jahr in London, wohin Barruel wie viele andere romtreue Geistliche vor dem zunehmend blutigen Verfolgungsdruck hatte 1792 fliehen müssen. In London, wo er als Almosenpfleger für einen ebenfalls vor der Revolution geflohenen französischen Adligen tätig war und unter anderem von Edmund Burke protegiert wurde, veröffentlichte er 1797/1798 auch das Werk, das ihn berühmt machen sollte: Die vierbändigen Mémoires pour servir à l’histoire du Jacobinisme, die weite Verbreitung fanden und in viele Sprachen übersetzt wurden. 1800–1804 erschienen sie unter dem Titel Denkwürdigkeiten zur Geschichte des Jakobinismus auch auf Deutsch. Übersetzungen in sieben weitere Sprachen folgten rasch. Die Denkwürdigkeiten wurden eines der meistverkauften Bücher der ersten Hälfte des neunzehnten Jahrhunderts.
Das Werk beschäftigt sich mit der Frage, wie es zur Französischen Revolution kommen konnte. Es ist Ausdruck eines integral-christlichen Weltbilds, in dem Demokratie mit Gottlosigkeit gleichgesetzt wird. Die Ausgangshypothese übernahm Barruel aus der deutschsprachigen Pamphletliteratur. Sie wird gleich auf den ersten Seiten des Werks skizziert:

„In der französischen Revolution […] ist Alles, bis auf ihre entsetzlichsten Verbrechen, vorhergesehen, überlegt, kombiniert, beschlossen, vorgeschrieben worden; Alles war die Wirkung der tiefen Verruchtheit, weil alles von Männern vorbereitet und eingeleitet war, die allein den Faden der Verschwörung hielten, der seit langem in geheimen Gesellschaften gesponnen worden, und welchen den günstigsten Augenblick zu ihren Komplotten zu wählen und zu beschleunigen gewußt haben.“

Barruel ging von einer dreifachen Verschwörung aus: In Band eins Die antichristliche Verschwörung werden die Aufklärungsphilosophen beschuldigt, mit ihren Lehren absichtlich Thron und Altar unterwühlt zu haben, weil sie „ganz vom Teufel besessen“ seien, in Band zwei Die Verschwörung der Sophisten und der Aufstand gegen Könige unterstellt er Ähnliches den Freimaurern, nimmt sie aber auch gegen Vorwürfe in Schutz, bei ihren geheimen Feiern und Riten würde es zu sexuellen Ausschweifungen kommen. Er selbst behauptet, im Haus eines Freundes „nach Tisch“ Freimaurer geworden zu sein, und leitet die Freimaurerei von den Manichäern und Tempelrittern her. Als regelrecht verbrecherisch bezeichnet er lediglich das innerste Geheimnis der Freimaurerei, das er in der Lehre von der Freiheit und Gleichheit aller Menschen ausmacht und auf den persischen Religionsstifter Mani zurückführte.
Die folgenden Bände rückten dann den 1785 verbotenen Illuminatenorden in den Mittelpunkt, über den Barruel sich in den ersten Bände nur vage geäußert hatte. Er kannte ihn im Unterschied zu Aufklärungsphilosophen und Freimaurern nicht aus eigener Anschauung – der Orden hatte nur in Deutschland eine nennenswerte Ausbreitung gehabt und war bereits verboten worden, bevor sich Barruel für Verschwörungstheorien zu interessieren begann. Der lutherische Theologe Johann August von Starck hatte Barruel auf die Illuminaten aufmerksam gemacht. Mangels eigener Anschauung Barruels sind die letzten beiden Bände der Mémoires sachlich und literarisch deutlich schwächer als die ersten beiden, was ihrem Erfolg allerdings keinen Abbruch tat.
Im dritten Band beschreibt Barruel die dritte Verschwörung: Hier werden die Illuminaten, die er drastisch als Anarchisten und Satanisten porträtiert, für die Revolution direkt verantwortlich. Im vierten Band wird dann ein konspirationistischer Bogen durch die gesamte Weltgeschichte gespannt, von den bayrischen Illuminaten bis zurück zu Mani, einem persischen Religionsstifter des dritten Jahrhunderts. Damit folgte Barruel dem Ketzerverständnis seiner Kirche, die Mani als den Erzketzer schlechthin ansah, auf den alle späteren Ketzereien zurückzuführen seien.
Barruel wurde 1806 von einem italienischen Soldaten namens Giovanni-Battista Simonini brieflich auf eine noch größere Verschwörung aufmerksam gemacht, die sogar den mächtigen Illuminatenorden kontrollieren würde: die Juden. Er habe dem zwar zugestimmt, die Herausgabe eines bereits fertigen antisemitischen fünften Bandes aber unterlassen, weil er befürchtet habe, dadurch einen Pogrom auszulösen. Ob diese Angaben zutreffen, lässt sich nicht sicher feststellen. Da der Brief erst 1878 von Le Contemporain, einer französischen antisemitischen Zeitschrift, veröffentlicht wurde, vermuteten mehrere Forscher, dass es sich um eine Erfindung konspirationistischer Antisemiten handeln könnte, die sich so Anteil am Nimbus Barruels verschaffen wollten. Dem stehen mehrere erhaltene Exemplare mit Marginalien von Barruels Hand entgegen, die beweisen, dass der Brief bereits zu seinen Lebzeiten verfasst wurde. Andere vermuten, er sei eine Fabrikation der Polizei unter Joseph Fouché, der damit den Großen Sanhedrin von 1806 habe stören wollen.

## Späte Jahre
1802 konnte Barruel nach Paris zurückkehren, wo er ehrenhalber zum Kanoniker an Notre-Dame de Paris ernannt wurde. Diese Sinekure ließ ihm Zeit für weitere Publikationen, unter anderem ein großes Werk über das Konkordat zwischen Napoleon und Papst Pius VII., den er gegen die Angriffe von katholischen Ultra-Konservativen verteidigte. Weitere Großprojekte wie eine Widerlegung der Philosophie Kants oder eine Geschichte der Geheimgesellschaften im Mittelalter blieben unverwirklicht, weil der Abbé 1820 starb.

## Wirkung
Barruels Werk wurde rasch in verschiedene europäische Sprachen übersetzt und erzielte eine außerordentlich breite Wirkung. 1798 trug es in den Vereinigten Staaten zu einer regelrechten Illuminaten-Panik bei, als konservative Geistliche die Demokratisch-Republikanische Partei und namentlich deren Gründer Thomas Jefferson bezichtigten, Agenten der klandestin fortbestehenden Illuminaten zu sein und zu beabsichtigen, nicht nur die regierende Föderalistische Partei um Präsident John Adams, sondern das gesamte Christentum in den USA stürzen zu wollen. In Deutschland verbreitete Johann August von Starck in seinem 1803 zunächst anonym erschienenen Werk Triumph der Philosophie im achtzehnten Jahrhunderte Barruels These, die er zwar im Detail als zu pauschal kritisierte, im Ergebnis aber bestätigte:

„Die Behauptung aber, daß die, von den Philosophen zuerst aufgestellten, Grundsätze durch das Vehikel der Freimaurerei weiter ausgebreitet, von den Illuminaten zur Explosion gebracht worden, enthält Nichts, was sich widerspricht.“

Für den Historiker Andreas Wirsching steht Barruel am Beginn der langen antirevolutionären Tradition in Frankreich, die über Joseph de Maistre bis zur totalitären und antisemitischen Bewegung Action française reicht. Seine These, dass die Illuminaten hinter allem Übel der Welt stecken würden, findet ein Echo in zahlreichen späteren Verschwörungstheorien, zum Beispiel denen von Nesta Webster, Gary Allen, Jan Udo Holey oder David Icke.

## Werke
- Briefwechsel der Helvier oder der philosophischen Provinzialen. Tobias Göbhardt, Bamberg und Würzburg 1787.
  - Erster Theil (Digitalisat)
  - Zweyter Theil (Digitalisat)
  - Dritter Theil (Digitalisat)
- Geschichte der Klerisey in Frankreich während der Revolution. O.V., Frankfurt und Leipzig 1794.
  - Erster Theil (Digitalisat)
  - Zweyter Theil (Digitalisat)
  - Dritter Theil (Digitalisat)
- Denkwürdigkeiten zur Geschichte des Jakobinismus. Peter Waldeck, Münster und Leipzig 1800–1803.
  - Erster Theil (Digitalisat)
  - Zweyter Theil (Digitalisat)
  - Dritter Theil (Digitalisat)
  - Vierter Theil (Digitalisat)
- Nachrichten zur Erörterung der Geschichte der Entstehung, der Fortschritte und Folgen der Jakobiner in und außer Frankreich. Ph. Bussonier, London 1802 (Digitalisat).
- Von dem Pabste und seinen geistlichen Rechten. Aus Veranlassung des Concordats. Attenkofer, Landshut 1806
  - Erster Band (Digitalisat)